# ÖkoControl
Das ÖkoControl-Netzwerk ist ein Zusammenschluss unabhängiger Möbelhändler mit einem Fokus auf gesundes und umweltverträgliches Wohnen.
Bis Ende 2022 gab es das ÖkoControl-Siegel als Gütesiegel für Produkte. Es zeichnete Möbel, Matratzen und Bettwaren aus, die bei unabhängigen, akkreditierten Prüflaboren auf Schadstoffe getestet wurden und sich als größtmöglich schadstoffarm erwiesen. Getestet wurden nur Produkte aus nachwachsenden Rohstoffen (Holz, Baumwolle, Leinen, Naturlatex etc.)
Grundlegende Voraussetzung für die Zertifizierung nach erfolgtem Schadstofftest: Die Rohstoffe durften nicht aus Raubbau stammen. Für Matratzenbezüge und Betttextilien aus Baumwolle war der kontrolliert biologische Anbau (kbA) Eingangsvoraussetzung.
Zeichengeber war die ÖkoControl Gesellschaft für Qualitätsstandards ökologischer Einrichtungshäuser mbH. Das Siegel war somit kein staatliches Siegel, sondern eine Selbstverpflichtung des organisierten ökologischen Einzelhandels, Produkte aus Gründen der Verbrauchersicherheit regelmäßig überprüfen zu lassen. Das ÖkoControl-Siegel existierte von 1997 bis Ende 2022. Bis dahin wurden nach eigenen Angaben über 1.000 Siegel vergeben. Diese Zahl resultiert aus der Anzahl der Tests und der Anzahl der Modellvarianten aus exakt identischen Materialien und identischer Bauweise.
Die Kriterien und Prüfparameter wurden in einem permanenten Prozess mit den Anforderungen anderer Qualitätszeichen für Möbel verglichen.
In Betrachtung wurden z. B. folgende Labelsysteme gezogen:
- Prüfkriterien für Möbel – Holzwerkstoffe des eco-INSTITUTs, Köln
- Güte- und Prüfbestimmungen für Möbel RAL-RG 430 Deutsche Gütegemeinschaft Möbel
- Umweltzeichen für Emissionsarme Holzwerkstoffe RAL UZ 76 Umweltbundesamt
- Richtlinie UZ6 für Holzmöbel Österreichisches Umweltzeichen
- Orientierungswerte des Internationalen Verbandes Naturtextil (IVN)
- Prüfkriterien des ÖkoTex Standard 100
- Prüfparameter des Qualitätsverbandes umweltverträgliche Latexmatratzen (QUL)[2]

2023 hat der ÖkoControl – Verband ökologischer Einrichtungshäuser e. V. als Gesellschafter der ÖkoControl Gesellschaft für Qualitätsstandards ökologischer Einrichtungshäuser beschlossen, die ÖkoControl-Schadstoffkontrollen einzustellen. Die mittelständischen Hersteller aus Deutschland oder den Nachbarländern, deren Naturmöbel, -matratzen und -bettwaren die im ÖkoControl Verband organisierten Einzelhändler verkaufen, tragen mittlerweile selbst durch verschiedene Zertifizierungen und/oder den Einkauf zertifizierter Materialien und Hilfsstoffe Sorge für die größtmögliche Verbraucher- und Umweltsicherheit ihrer Produkte. Eine zusätzliche Kontrolle durch den ÖkoControl-Schadstofftest ist daher hinfällig geworden und wirtschaftlich auch nicht mehr darstellbar. Der Verband ÖkoControl begrüßte diese Entwicklung, zu der man als Öko-Pionier wesentlich beigetragen hat, da die Produktverantwortung letztlich beim Hersteller liegen sollte und nicht beim Handel.
Die neu definierten Aufgaben des ÖkoControl-Verbandes sind eine engere Partnerschaft mit besonders nachhaltig orientierten Herstellern im Sinne einer Wertegemeinschaft und die Erstellung eines Kataloges strenger Nachhaltigkeits- und Öko-Siegel, die ÖkoControl aufgrund der langjährigen Erfahrung als empfehlenswert erachtet, die größtmögliche Orientierung beim Einkauf an diesem Katalog und seine stete Überprüfung auf Aktualität.
Mit dem neuen Leitzeichen „ÖkoControl empfohlen“ kennzeichnet der ÖkoControl-Verband Hersteller, die ÖkoControl-Netzwerkpartner sind, weil sie deutlich Verantwortung für den Schutz von Klima, Mensch und Umwelt übernehmen und dies z. B. durch renommierte Nachhaltigkeits-, Umwelt- und/oder Schadstoffkontroll-Siegel belegen können. Es erfolgt keine Zertifizierung durch unabhängige Dritte.